# Jesús Rueda (Komponist)
Jesús Rueda Azcuaga (* 30. Mai 1961 in Madrid) ist ein spanischer Komponist und Musikpädagoge.

## Leben und Wirken
Rueda war Composer in Residence des Joven Orquesta Nacional de España und ist Composer in Residence des Orquesta de Cadaqués, für das er im Auftrag von Neville Marriner das Orchesterwerk Elephant Skin komponierte. Er unterrichtet Komposition am Conservatorio Superior de Música in Saragossa und ist künstlerischer Leiter des Queen Sofia International Composition Contest. Mit Ananda Sukarlan gründete er die Komponistengruppe Musica Presente.
Das kompositorische Werk Ruedas umfasst u. a. drei Sinfonien, drei Streichquartette und drei Kammerkonzerte. Für die Biennale di Venezia komponierte er die Oper Fragmento de Orpheus. Seine Werke wurden von namhaften Orchestern, Ensembles und Solisten aufgeführt wie dem Arditti Quartett, den Dirigenten Gianandrea Noseda und James MacMillan und von Ananda Sukarlan. 2004 verlieh ihm das spanische Kulturministerium den Premio Nacional de Música.